# USA i olympiska vinterspelen 2010

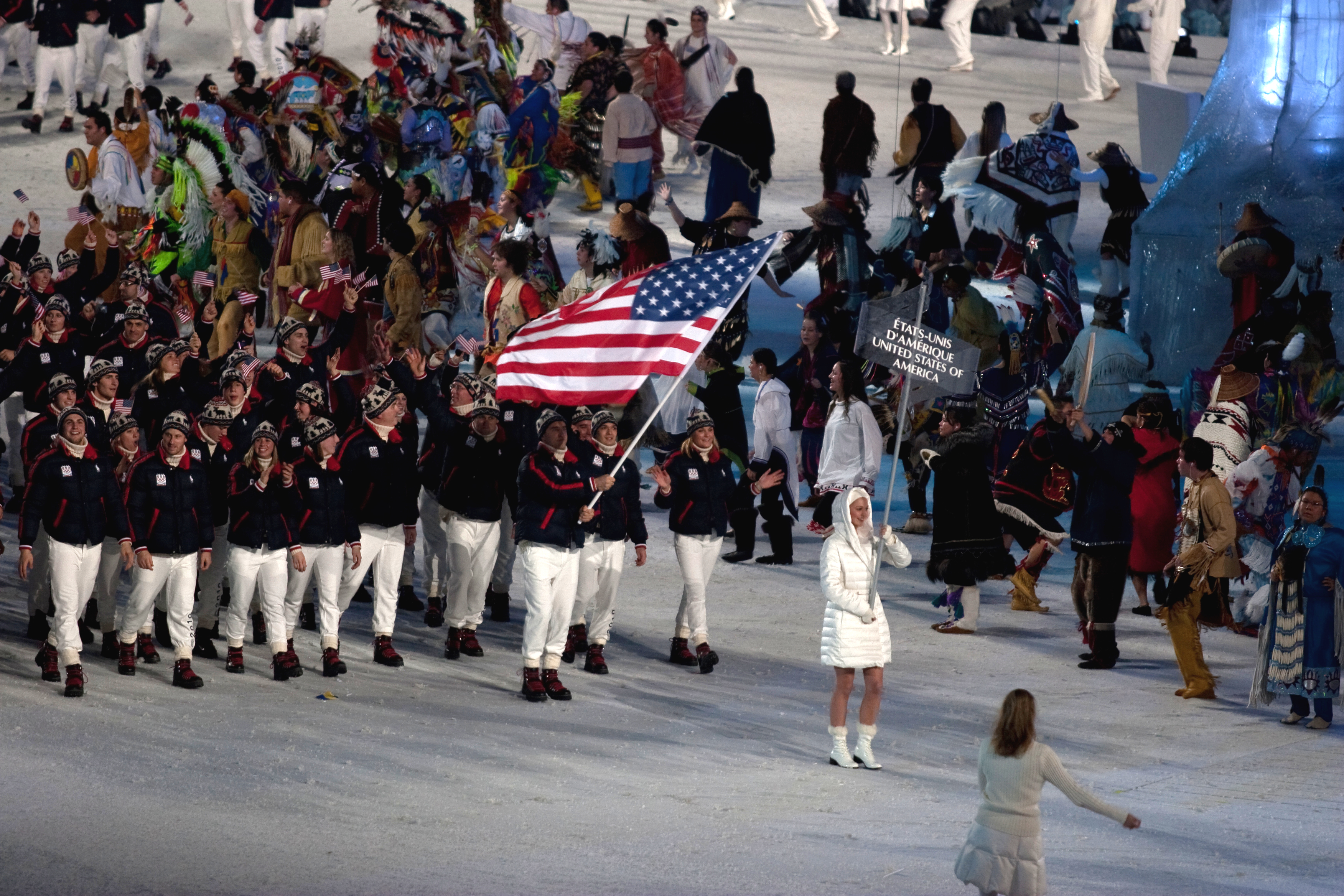
USA:s delegation under öppningsceremonin.

USA deltog i Olympiska vinterspelen 2010 i Vancouver i Kanada med en 214 deltagare stor trupp.

## Medaljer

### Guld
- Freestyle
  - Puckelpist damer: Hannah Kearney
- Snowboard
  - Snowboardcross herrar: Seth Wescott
  - Halfpipe herrar: Shaun White
- Hastighetsåkning på skridskor
  - 1 000 m herrar: Shani Davis
- Alpin skidåkning
  - Superkombination herrar: Bode Miller
  - Störtlopp damer: Lindsey Vonn
- Konståkning
  - Soloåkning herrar: Evan Lysacek
- Nordisk kombination
  - Stor backe + 10 kilometer: Bill Demong
- Bob
  - Fyrmans:  Steven Holcomb, Steve Mesler, Curtis Tomasevicz, Justin Olsen

### Silver
- Short track
  - 1 500 meter herrar: Apolo Ohno
- Nordisk kombination
  - Normal backe/10 km: Johnny Bahrke
- Snowboard
  - Halfpipe damer: Hannah Teter
- Alpin skidåkning
  - Super-G herrar: Bode Miller
  - Störtlopp damer: Julia Mancuso
  - Kombination damer: Julia Mancuso
- Ishockey
  - USA:s herrlandslag i ishockey

### Brons
- Freestyle
  - Puckelpist herrar: Bryon Wilson
  - Puckelpist damer: Shannon Bahrke
- Short track
  - 1 500 meter herrar: John Celski
- Alpin skidåkning
  - Störtlopp herrar: Bode Miller
  - Super-G herrar: Andrew Weibrecht
- Snowboard
  - Halfpipe herrar: Scott Lago
  - Halfpipe damer: Kelly Clark
- Hastighetsåkning på skridskor
  - 1 000 m herrar: Chad Hedrick

## Trupp

### Alpin skidåkning
USA:s lag i alpin skidåkning offentliggjordes den 26 januari 2010.
Herrar
| Namn             | Födelsedatum     | Hemort                    |
| ---------------- | ---------------- | ------------------------- |
| Erik Fisher      | 21 mars 1985     | Middleton, Idaho          |
| Tim Jitloff      | 11 januari 1985  | Reno, Nevada              |
| Ted Ligety       | 31 augusti 1984  | Park City, Utah           |
| Bode Miller      | 22 oktober 1977  | Franconia, New Hampshire  |
| Steven Nyman     | 12 februari 1982 | Sundance, Utah            |
| Marco Sullivan   | 27 april 1980    | Squaw Valley, Kalifornien |
| Andrew Weibrecht | 10 februari 1986 | Lake Placid, New York     |
| Jimmy Cochran    | 29 maj 1981      | Keene, New Hampshire      |
| Tommy Ford       | 20 mars 1989     | Bend, Oregon              |
| Nolan Kasper     | 27 mars 1989     | Warren, Vermont           |
| Jake Zamansky    | 26 juni 1981     | Aspen, Colorado           |
| Will Brandenburg | 1 januari 1987   | Spokane, Washington       |

Damer
| Namn              | Födelsedatum      | Hemort                     |
| ----------------- | ----------------- | -------------------------- |
| Julia Mancuso     | 9 mars 1984       | Squaw Valley, Kalifornien  |
| Lindsey Vonn      | 18 oktober 1984   | Vail, Colorado             |
| Stacey Cook       | 3 juli 1984       | Mammoth, Kalifornien       |
| Hailey Duke       | 17 september 1985 | Boise, Idaho               |
| Chelsea Marshall  | 14 augusti 1986   | Pittsfield, Massachusetts  |
| Megan McJames     | 24 september 1987 | Park City, Utah            |
| Alice McKennis    | 18 augusti 1989   | Glenwood Springs, Colorado |
| Kaylin Richardson | 28 september 1984 | Edina, Minnesota           |
| Sarah Schleper    | 19 februari 1979  | Vail, Colorado             |
| Leanne Smith      | 28 maj 1987       | Conway, New Hampshire      |
| Keely Kelleher    | 12 augusti 1984   | Gallatin Canyon, Montana   |

### Backhoppning
Herrar
| Namn           | Födelsedatum     | Hemort                 |
| -------------- | ---------------- | ---------------------- |
| Nick Alexander | 24 augusti 1988  | Lebanon, New Hampshire |
| Peter Frenette | 24 februari 1992 | Lake Placid, New York  |
| Anders Johnson | 3 april 1989     | Park City, Utah        |

### Bob
Herrar
| Namn                    | Födelsedatum      | Hemort                       |
| ----------------------- | ----------------- | ---------------------------- |
| Steven Holcomb* - pilot | 14 april 1980     | Park City, Utah              |
| Justin Olsen            | 16 april 1987     | San Antonio, Texas           |
| Steve Mesler            | 27 augusti 1978   | Calgary, Alberta, Kanada     |
| Curtis Tomasevicz*      | 17 september 1980 | Lincoln, Nebraska            |
| John Napier* - pilot    | 12 december 1986  | Schenectady, New York        |
| Charles Berkeley        | 21 augusti 1976   | Walnut Creek, Kalifornien    |
| Steven Langton*         | 15 april 1983     | Melrose, Massachusetts       |
| Christopher Fogt        | 29 maj 1983       | Alpine, Utah                 |
| Mike Kohn* - pilot      | 26 maj 1972       | Myrtle Beach, South Carolina |
| Jamie Moriarty          | 26 mars 1981      | Winnetka, Illinois           |
| Bill Schuffenhauer      | 24 juni 1973      | Ogden, Utah                  |
| Nick Cunningham         | 8 maj 1985        | Monterey, Kalifornien        |

* Indikerar deltagande i såväl tvåmannabob som fyrmannabob.
Damer
| Namn                   | Födelsedatum    | Hemort                  |
| ---------------------- | --------------- | ----------------------- |
| Shauna Rohbock - pilot | 14 april 1977   | Orem, Utah              |
| Michelle Rzepka        | 4 augusti 1983  | Novi, Michigan          |
| Erin Pac - pilot       | 30 maj 1980     | Farmington, Connecticut |
| Elana Meyers           | 10 oktober 1984 | Douglasville, Georgia   |
| Bree Schaaf - pilot    | 28 maj 1980     | Bremerton, Washington   |
| Emily Azevedo          | 28 april 1983   | Chico, Kalifornien      |

### Curling
Herrlaget
| Namn           | Position     | Födelsedatum      | Hemort                 |
| -------------- | ------------ | ----------------- | ---------------------- |
| John Shuster   | Skipper      | 11 mars 1982      | Duluth, Minnesota      |
| John Benton    | Etta         | 23 juni 1969      | St. Michael, Minnesota |
| Jeff Isaacson  | Tvåa         | 14 juli 1983      | Duluth, Minnesota      |
| Jason Smith    | Trea         | 18 september 1983 | Chisholm, Minnesota    |
| Chris Plys     | Reserv       | 13 augusti 1987   | Duluth, Minnesota      |
| Phill Drobnick | Huvudtränare | 8 oktober 1980    | Eveleth, Minnesota     |

Damlaget
| Namn              | Position     | Födelsedatum     | Hemort                  |
| ----------------- | ------------ | ---------------- | ----------------------- |
| Debbie McCormick  | Skipper      | 18 januari 1974  | Rio, Wisconsin          |
| Natalie Nicholson | Etta         | 10 mars 1976     | Bemidji, Minnesota      |
| Nicole Joraanstad | Tvåa         | 10 november 1980 | Madison, Wisconsin      |
| Allison Pottinger | Trea         | 5 juli 1973      | Eden Prairie, Minnesota |
| Tracy Sachtjen    | Reserv       | 20 februari 1969 | Lodi, Wisconsin         |
| Wally Henry       | Huvudtränare | 5 maj 1947       | Madison, Wisconsin      |

### Freestyle
Herrar
| Namn           | Gren       | Födelsedatum      | Hemort                  |
| -------------- | ---------- | ----------------- | ----------------------- |
| Matt DePeters  | Hopp       | 20 augusti 1987   | Hamburg, New York       |
| Dylan Ferguson | Hopp       | 10 augusti 1988   | Amesbury, Massachusetts |
| Jeret Peterson | Hopp       | 12 december 1981  | Boise, Idaho            |
| Ryan St. Onge  | Hopp       | 7 februari 1983   | Winter Park, Colorado   |
| Patrick Deneen | Puckelpist | 25 december 1987  | Cle Elum, Washington    |
| Michael Morse  | Puckelpist | 2 april 1981      | Duxbury, Massachusetts  |
| Nate Roberts   | Puckelpist | 24 mars 1982      | Park City, Utah         |
| Bryon Wilson   | Puckelpist | 7 april 1988      | Butte, Montana          |
| Casey Puckett  | Skicross   | 22 september 1972 | Aspen, Colorado         |
| Daron Rahlves  | Skicross   | 12 juni 1973      | Truckee, Kalifornien    |

Damer
| Namn            | Gren       | Födelsedatum      | Hemort                   |
| --------------- | ---------- | ----------------- | ------------------------ |
| Ashley Caldwell | Hopp       | 14 september 1993 | Virginia Hamilton        |
| Emily Cook      | Hopp       | 1 juli 1979       | Belmont, Massachusetts   |
| Jana Lindsey    | Hopp       | 18 september 1984 | Black Hawk, South Dakota |
| Lacy Schnoor    | Hopp       | 12 juni 1985      | Draper, Utah             |
| Shannon Bahrke  | Puckelpist | 7 november 1980   | Tahoe City, Kalifornien  |
| Hannah Kearney  | Puckelpist | 26 februari 1986  | Norwich, Vermont         |
| Heather McPhie  | Puckelpist | 28 maj 1984       | Bozeman, Montana         |
| Michelle Roark  | Puckelpist | 16 november 1974  | Denver, Colorado         |

### Hastighetsåkning på skridskor
Herrar
| Namn              | Gren(ar)                    | Födelsedatum     | Hemort                 |
| ----------------- | --------------------------- | ---------------- | ---------------------- |
| Ryan Bedford      | 10 000m                     | 20 oktober 1986  | Midland, Michigan      |
| Shani Davis       | 500m 1000m 1500m 5000m      | 13 augusti 1982  | Chicago, Illinois      |
| Tucker Fredricks  | 500m                        | 16 april 1984    | Janesville, Wisconsin  |
| Brian Hansen      | 1500m Lagåkning             | 3 september 1990 | Glenview, Illinois     |
| Chad Hedrick      | 1000m 1500m 5000m Lagåkning | 14 april 1977    | Spring, Texas          |
| Jonathan Kuck     | 10 000m Lagåkning           | 14 mars 1990     | Champaign, Illinois    |
| Trevor Marsicano  | 1000m 1500m 5000m Lagåkning | 5 april 1989     | Ballston Spa, New York |
| Nick Pearson      | 500m 1000m                  | 13 augusti 1979  | Park City, Utah        |
| Mitchell Whitmore | 500m                        | 18 december 1989 | Waukesha, Wisconsin    |

Damer
| Namn                   | Gren(ar)                    | Födelsedatum     | Hemort                     |
| ---------------------- | --------------------------- | ---------------- | -------------------------- |
| Rebekah Bradford       | 1000m                       | 30 april 1983    | Apple Valley, Minnesota    |
| Lauren Cholewinski     | 500m                        | 15 november 1988 | York, South Carolina       |
| Maria Lamb             | 5000m                       | 4 januari 1986   | Saint Paul, Minnesota      |
| Elli Ochowicz          | 500m 1000m                  | 15 december 1983 | Palo Alto, Kalifornien     |
| Catherine Raney-Norman | 3000m Lagåkning             | 20 juni 1980     | Elm Grove, Wisconsin       |
| Heather Richardson     | 500m 1000m 1500m            | 20 mars 1989     | High Point, North Carolina |
| Jennifer Rodriguez     | 500m 1000m 1500m Lagåkning  | 8 juni 1976      | Miami, Florida             |
| Jilleanne Rookard      | 1500m 3000m 5000m Lagåkning | 9 januari 1983   | Woodhaven, Michigan        |
| Nancy Swider-Peltz, Jr | 3000m Lagåkning             | 10 januari 1987  | Wheaton, Illinois          |

### Ishockey

#### Herrturneringen
Deltagare
| Position | Tröjnummer | Namn                         | Längd (cm) | Vikt (kg) | Födelsedatum      | Födelseort               | Lag 2009–10         |
| -------- | ---------- | ---------------------------- | ---------- | --------- | ----------------- | ------------------------ | ------------------- |
| M        | 39         | Ryan Miller                  | 188        | 75        | 17 juli 1980      | East Lansing, Michigan   | Buffalo Sabres      |
| M        | 29         | Jonathan Quick               | 185        | 91        | 21 januari 1986   | Hamden, Connecticut      | Los Angeles Kings   |
| M        | 30         | Tim Thomas                   | 180        | 91        | 16 april 1974     | Flint, Michigan          | Boston Bruins       |
| B        | 6          | Tim Gleason                  | 183        | 98        | 21 mars 1988      | Clawson, Michigan        | Carolina Hurricanes |
| B        | 6          | Erik Johnson                 | 193        | 107       | 21 mars 1988      | Bloomington, Minnesota   | St. Louis Blues     |
| B        | 3          | Jack Johnson                 | 185        | 102       | 13 januari 1987   | Ann Arbor, Michigan      | Los Angeles Kings   |
| B        | 8          | Mike Komisarek               | 193        | 111       | 19 januari 1982   | West Islip, New York     | Toronto Maple Leafs |
| B        | 7          | Paul Martin                  | 185        | 86        | 5 maj 1981        | Elk River, Minnesota     | New Jersey Devils   |
| B        | 44         | Brooks Orpik                 | 188        | 99        | 26 september 1980 | Amherst, New York        | Pittsburgh Penguins |
| B        | 28         | Brian Rafalski               | 178        | 87        | 28 september 1973 | Dearborn, Michigan       | Detroit Red Wings   |
| B        | 20         | Ryan Suter                   | 185        | 88        | 21 januari 1985   | Madison, Wisconsin       | Nashville Predators |
| B        | 19         | Ryan Whitney                 | 190        | 95        | 19 februari 1983  | Boston, Massachusetts    | Anaheim Ducks       |
| F        | 42         | David Backes                 | 188        | 98        | 1 maj 1984        | Blaine, Minnesota        | St. Louis Blues     |
| F        | 32         | Dustin Brown                 | 183        | 94        | 4 november 1984   | Ithaca, New York         | Los Angeles Kings   |
| F        | 24         | Ryan Callahan                | 180        | 84        | 21 mars 1985      | Rochester, New York      | New York Rangers    |
| F        | 23         | Chris Drury                  | 179        | 86        | 20 augusti 1976   | Trumbull, Connecticut    | New York Rangers    |
| F        | 88         | Patrick Kane                 | 178        | 81        | 19 november 1988  | Buffalo, New York        | Chicago Blackhawks  |
| F        | 17         | Ryan Kesler                  | 188        | 92        | 31 augusti 1984   | Livonia, Michigan        | Vancouver Canucks   |
| F        | 81         | Phil Kessel                  | 180        | 82        | 2 oktober 1987    | Madison, Wisconsin       | Toronto Maple Leafs |
| F        | 15         | Jamie Langenbrunner – Kapten | 185        | 91        | 24 juli 1975      | Cloquet, Minnesota       | New Jersey Devils   |
| F        | 12         | Ryan Malone                  | 193        | 102       | 1 december 1979   | Pittsburgh, Pennsylvania | Tampa Bay Lightning |
| F        | 9          | Zach Parise                  | 180        | 86        | 28 juli 1984      | Prior Lake, Minnesota    | New Jersey Devils   |
| F        | 16         | Joe Pavelski                 | 180        | 88        | 11 juli 1984      | Plover, Wisconsin        | San Jose Sharks     |
| F        | 54         | Bobby Ryan                   | 188        | 97        | 17 mars 1987      | Cherry Hill, New Jersey  | Anaheim Ducks       |
| F        | 26         | Paul Stastny                 | 183        | 93        | 27 december 1985  | Quebec, Kanada           | Colorado Avalanche  |

#### Damturneringen
Deltagare
| Position | Namn                     | Längd | Vikt | Födelsedatum     | Födelseort                    | Lag 2009–10                     |
| -------- | ------------------------ | ----- | ---- | ---------------- | ----------------------------- | ------------------------------- |
| M        | Brianne McLaughlin       | 174   | 59   | 20 juni 1987     | Elyria, Ohio                  | Robert Morris University        |
| M        | Molly Schaus             | 174   | 67   | 29 juli 1988     | Voorhees Township, New Jersey | Boston College                  |
| M        | Jessie Vetter            | 174   | 77   | 19 december 1985 | Cottage Grove, Wisconsin      | University of Wisconsin-Madison |
| B        | Kacey Bellamy            | 174   | 65   | 22 april 1987    | Westfield, Massachusetts      | University of New Hampshire     |
| B        | Caitlin Cahow            | 163   | 71   | 20 maj 1985      | New Haven, Connecticut        | Harvard University              |
| B        | Lisa Chesson             | 169   | 69   | 18 augusti 1986  | Plainfield, Illinois          | Ohio State University           |
| B        | Molly Engstrom           | 175   | 81   | 1 mars 1983      | Siren, Wisconsin              | University of Wisconsin-Madison |
| B        | Angela Ruggiero          | 175   | 87   | 3 januari 1980   | Los Angeles, Kalifornien      | Harvard University              |
| B        | Kerry Weiland            | 163   | 64   | 19 oktober 1980  | Palmer, Alaska                | University of Wisconsin-Madison |
| F        | Julie Chu                | 174   | 67   | 13 mars 1982     | Bridgeport, Connecticut       | Harvard University              |
| F        | Natalie Darwitz - Kapten | 160   | 62   | 13 oktober 1983  | Eagan, Minnesota              | University of Minnesota         |
| F        | Meghan Duggan            | 175   | 74   | 3 september 1987 | Danvers, Massachusetts        | University of Wisconsin         |
| F        | Hilary Knight            | 178   | 78   | 12 juli 1989     | Hanover, New Hampshire        | University of Wisconsin-Madison |
| F        | Jocelyn Lamoureux        | 168   | 70   | 3 juli 1989      | Grand Forks, North Dakota     | University of North Dakota      |
| F        | Monique Lamoureux        | 168   | 71   | 3 juli 1989      | Grand Forks, North Dakota     | University of North Dakota      |
| F        | Erika Lawler             | 152   | 59   | 5 februari 1987  | Fitchburg, Massachusetts      | University of Wisconsin-Madison |
| F        | Gisele Marvin            | 174   | 75   | 7 mars 1987      | Warroad, Minnesota            | University of Minnesota         |
| F        | Jenny Potter             | 163   | 66   | 12 januari 1979  | Edina, Minnesota              | University of Minnesota         |
| F        | Kelli Stack              | 165   | 59   | 13 januari 1988  | Brooklyn Heights, Ohio        | Boston College                  |
| F        | Karen Thatcher           | 174   | 74   | 29 februari 1984 | Blaine, Washington            | Providence College              |
| F        | Jinelle Zaugg-Siergiej   | 183   | 82   | 27 mars 1986     | Eagle River, Wisconsin        | University of Wisconsin-Madison |

### Konståkning
Herrar
| Namn          | Födelsedatum | Hemort                   |
| ------------- | ------------ | ------------------------ |
| Johnny Weir   | 2 juli 1984  | Lyndhurst, New Jersey    |
| Evan Lysacek  | 4 juni 1985  | Los Angeles, Kalifornien |
| Jeremy Abbott | 6 maj 1985   | Aspen, Colorado          |

Damer
| Namn         | Födelsedatum  | Hemort               |
| ------------ | ------------- | -------------------- |
| Rachel Flatt | 21 juli 1992  | Del Mar, Kalifornien |
| Mirai Nagasu | 16 april 1993 | Arcadia, Kalifornien |

Par
| Namn           | Födelsedatum     | Hemort                 |
| -------------- | ---------------- | ---------------------- |
| Amanda Evora   | 17 november 1984 | Sugar Land, Texas      |
| Mark Ladwig    | 6 maj 1980       | Bradenton, Florida     |
| Caydee Denney  | 22 juni 1993     | Wesley Chapel, Florida |
| Jeremy Barrett | 10 april 1984    | Venice, Florida        |

Isdans
| Namn            | Födelsedatum     | Hemort                     |
| --------------- | ---------------- | -------------------------- |
| Meryl Davis     | 1 januari 1987   | West Bloomfield, Michigan  |
| Charlie White   | 24 oktober 1987  | Bloomfield Hills, Michigan |
| Tanith Belbin   | 11 juli 1984     | Detroit, Michigan          |
| Ben Agosto      | 15 januari 1982  | Chicago, Illinois          |
| Emily Samuelson | 14 maj 1990      | Ann Arbor, Michigan        |
| Evan Bates      | 23 februari 1989 | Ann Arbor, Michigan        |

### Längdskidåkning
Herrar
| Namn          | Gren(ar) | Födelsedatum     | Hemort                  |
| ------------- | -------- | ---------------- | ----------------------- |
| Kris Freeman  |          | 14 oktober 1980  | Andover, New Hampshire  |
| Andrew Newell |          | 30 november 1984 | Shaftsbury, Vermont     |
| Torin Koos    |          | 19 juli 1980     | Leavenworth, Washington |
| James Southam |          | 5 juni 1978      | Anchorage, Alaska       |
| Garrott Kuzzy |          | 26 november 1982 | Hayward, Wisconsin      |
| Simi Hamilton |          | 14 maj 1987      | Aspen, Colorado         |

Damer
| Namn            | Gren(ar) | Födelsedatum     | Hemort                   |
| --------------- | -------- | ---------------- | ------------------------ |
| Kikkan Randall  |          | 31 december 1982 | Anchorage, Alaska        |
| Liz Stephen     |          | 12 januari 1987  | East Montpelier, Vermont |
| Morgan Arritola |          | 13 maj 1986      | Ketchum, Idaho           |
| Caitlin Compton |          | 7 november 1980  | Minneapolis, Minnesota   |
| Holly Brooks    |          | 17 april 1982    | Anchorage, Alaska        |

### Nordisk kombination
Herrar
| Namn            | Födelsedatum     | Hemort                      |
| --------------- | ---------------- | --------------------------- |
| Johnny Spillane | 24 november 1980 | Steamboat Springs, Colorado |
| Bill Demong     | 29 mars 1980     | Vermontville, New York      |
| Todd Lodwick    | 21 november 1976 | Steamboat Springs, Colorado |
| Brett Camerota  | 9 januari 1985   | Park City, Utah             |
| Taylor Fletcher | 11 maj 1990      | Steamboat Springs, Colorado |

### Rodel
Herrar
| Namn          | Födelsedatum  | Hemort                     |
| ------------- | ------------- | -------------------------- |
| Tony Benshoof | 7 juli 1975   | White Bear Lake, Minnesota |
| Bengt Walden  | 16 april 1973 | Westborough, Massachusetts |
| Chris Mazdzer | 26 juni 1988  | Saranac Lake, New York     |

Damer
| Namn          | Födelsedatum     | Hemort                |
| ------------- | ---------------- | --------------------- |
| Erin Hamlin   | 19 november 1986 | Remsen, New York      |
| Julia Clukey  | 29 april 1985    | Augusta, Maine        |
| Megan Sweeney | 17 februari 1987 | Suffield, Connecticut |

Dubbel
| Namn             | Position/Lag   | Födelsedatum     | Hemort                  |
| ---------------- | -------------- | ---------------- | ----------------------- |
| Mark Grimmette   | Förare 1/Lag 1 | 23 januari 1971  | Muskegon, Michigan      |
| Brian Martin     | Förare 2/Lag 1 | 19 januari 1974  | Palo Alto, Kalifornien  |
| Christian Niccum | Förare 1/Lag 2 | 27 januari 1978  | Woodinville, Washington |
| Dan Joye         | Förare 2/Lag 2 | 19 februari 1985 | San Jose, Kalifornien   |

### Short track
Herrar
| Namn          | Grenar                   | Födelsedatum     | Hemort                         |
| ------------- | ------------------------ | ---------------- | ------------------------------ |
| J. R. Celski  | 500m 1000m 1500m Stafett | 17 juli 1990     | Federal Way, Washington        |
| Simon Cho     | 500m Stafett             | 7 oktober 1991   | Laurel, Maryland               |
| Travis Jayner | 1000m Stafett            | 5 september 1982 | Moncton, New Brunswick, Kanada |
| Jordan Malone | 500m 1500m Stafett       | 20 april 1984    | Denton, Texas                  |
| Apolo Ohno    | 500m 1000m 1500m Stafett | 22 maj 1982      | Federal Way, Washington        |

Damer
| Namn              | Grenar                   | Födelsedatum      | Hemort                   |
| ----------------- | ------------------------ | ----------------- | ------------------------ |
| Allison Baver     | 1000m 1500m              | 11 september 1980 | Reading, Pennsylvania    |
| Kimberly Derrick  | 1000m 1500m Stafett      | 28 april 1985     | Caledonia, Michigan      |
| Alyson Dudek      | 500m Stafett             | 30 juli 1990      | Hales Corners, Wisconsin |
| Lana Gehring      | Stafett                  | 21 augusti 1990   | Glenview, Illinois       |
| Katherine Reutter | 500m 1000m 1500m Stafett | 30 juli 1988      | Champaign, Illinois      |

### Skeleton
Herrar
| Namn          | Födelsedatum   | Hemort                 |
| ------------- | -------------- | ---------------------- |
| Zach Lund     | 22 mars 1979   | Salt Lake City, Utah   |
| Eric Bernotas | 5 augusti 1971 | Avondale, Pennsylvania |
| John Daly     | 10 juni 1985   | Smithtown, New York    |

Damer
| Namn              | Födelsedatum    | Hemort                 |
| ----------------- | --------------- | ---------------------- |
| Noelle Pikus-Pace | 8 december 1982 | Orem, Utah             |
| Katie Uhlaender   | 17 juli 1984    | Breckenridge, Colorado |

### Skidskytte
Herrar
| Namn          | Grenar | Födelsedatum     | Hemort                 |
| ------------- | ------ | ---------------- | ---------------------- |
| Tim Burke     |        | 3 februari 1982  | Paul Smiths, New York  |
| Jay Hakkinen  |        | 19 juli 1977     | Kasilof, Alaska        |
| Jeremy Teela  |        | 28 november 1976 | Anchorage, Alaska      |
| Lowell Bailey |        | 15 juli 1981     | Lake Placid, New York  |
| Wynn Roberts  |        | 1 mars 1988      | Battle Lake, Minnesota |

Damer
| Namn            | Grenar | Födelsedatum    | Hemort                |
| --------------- | ------ | --------------- | --------------------- |
| Haley Johnson   |        | 8 december 1981 | Lake Placid, New York |
| Sara Studebaker |        | 7 oktober 1984  | Boise, Idaho          |
| Lanny Barnes    |        | 26 april 1982   | Durango, Colorado     |
| Laura Spector   |        | 30 oktober 1987 | Lenox, Massachusetts  |

### Snowboard
Herrar
| Namn             | Grenar          | Födelsedatum     | Hemort                     |
| ---------------- | --------------- | ---------------- | -------------------------- |
| Chris Klug       | Parallellslalom | 18 november 1972 | Vail, Colorado             |
| Tyler Jewell     | Parallellslalom | 21 february 1977 | Sudbury, Massachusetts     |
| Greg Bretz       | Halfpipe        | 19 december 1990 | Mammoth Lakes, Kalifornien |
| Shaun White      | Halfpipe        | 3 september 1986 | Carlsbad, Kalifornien      |
| Louie Vito       | Halfpipe        | 20 mars 1988     | Columbus, Ohio             |
| Scotty Lago      | Halfpipe        | 11 december 1987 | Seabrook, New Hampshire    |
| Nate Holland     | Snowboardcross  | 8 november 1978  | Sandpoint, Idaho           |
| Nick Baumgartner | Snowboardcross  | 17 december 1981 | Iron River, Michigan       |
| Graham Watanabe  | Snowboardcross  | 19 mars 1982     | Sun Valley, Idaho          |
| Seth Wescott     | Snowboardcross  | 28 juni 1976     | Sugarloaf, Maine           |

Damer
| Namn                    | Grenar          | Födelsedatum     | Hemort                        |
| ----------------------- | --------------- | ---------------- | ----------------------------- |
| Michelle Gorgone        | Parallellslalom | 18 oktober 1983  | Boston, Massachusetts         |
| Elena Hight             | Halfpipe        | 17 augusti 1989  | South Lake Tahoe, Kalifornien |
| Kelly Clark             | Halfpipe        | 26 juli 1983     | Mammoth Lakes, Kalifornien    |
| Gretchen Bleiler        | Halfpipe        | 10 april 1981    | Toledo, Ohio                  |
| Hannah Teter            | Halfpipe        | 27 januari 1987  | Belmont, Vermont              |
| Lindsey Jacobellis      | Snowboardcross  | 19 augusti 1985  | Stratton Mountain, Vermont    |
| Callan Chythlook-Sifsof | Snowboardcross  | 14 februari 1989 | Girdwood, Anchorage           |
| Faye Gulini             | Snowboardcross  | 24 mars 1992     | Salt Lake City, Utah          |